# Greif
Greif, Inc. (NYSE: GEF) er en amerikansk producent af tønder, beholdere og industriel emballage. Deres årsomsætning er på 5,5 mia. $, og der er 16.000 ansatte.
Virksomheden blev etableret i Cleveland, Ohio i 1877 som "Vanderwyst and Greif" af Charles Greif og hans partner Albert Vanderwyst.